# Non recours en premier aux armes nucléaires

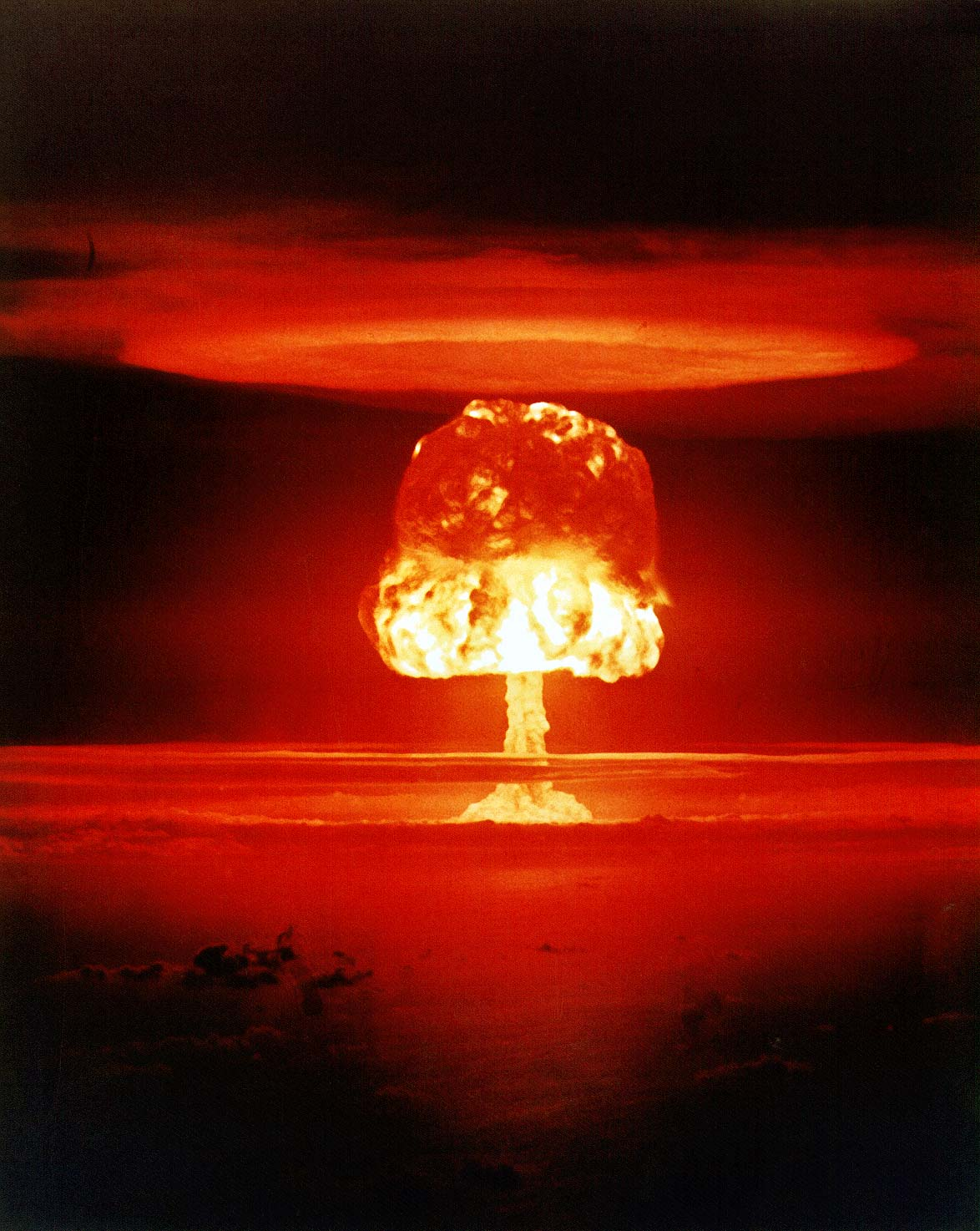
Essai nucléaire américain dans l'atoll de Bikini (Romeo de l'opération Castle) en 1954

Le non recours en premier aux armes nucléaires est un principe de politique militaire selon lequel un État s'engage à ne pas prendre l'initiative de l'emploi de l'arme nucléaire en cas de conflit. Né dans le contexte de la guerre froide, cette revendication minimale du mouvement anti-nucléaire est entrée dans le droit international le 15 juin 1982 par une déclaration unilatérale de l'Union soviétique, qui s'engageait à respecter ce principe.
Le principe s'inscrit dans le cadre de la lutte contre la prolifération nucléaire et vise à limiter le risque d'escalade militaire.